# CVC キャピタル・パートナーズ
CVCキャピタル・パートナーズ (英語: CVC Capital Partners) は、欧州を本拠とするプライベート・エクイティ・ファンド（投資ファンド）である。日本法人はシーヴィーシー・アジア・パシフィック・ジャパン株式会社。

## 概要
CVCキャピタルが運営するファンドは、主に企業価値が5億ドルから15億ドル程度の企業に対して投資を行うことが多く、投資対象は、主に小売業、製造業およびサービス業の企業が多い。出資者は、民間企業、公的年金基金、金融機関、保険会社、大学寄付および個人投資家など。CVCキャピタル・パートナーズは長期的な投資を行うことで知られており、取得した企業株の所有期間は平均して5年間程度であるとされる。短期的に企業株式を保有するヘッジファンドとは異なり、CVCキャピタル・パートナーズは長期間に渡る資本注入を通じて投資先企業の事業再編を図るのが特徴。
自動車レースのフォーミュラ1（F1）を運営するフォーミュラワン・グループの大株主としても知られたが、2016年9月に同グループの株式をリバティメディアに売却することで合意しており、2017年1月に売却を完了しF1の運営からは離れている。

## 日本における投資先と実績

### 日本
- 信和

SBIホールディングス株式会社が保有していた全株式をCVCキャピタル・パートナーズが運営するファンドに譲渡。売却額は開示されていないが、この取引でCVCキャピタル・パートナーズ系ファンドが支払った額は100億円を超えたとされる。 
- すかいらーく

CVCキャピタル・パートナーズは野村プリンシパル・ファイナンス株式会社と共に株式公開買付（TOB）によって97%の株式を取得。報道によるとCVCキャピタル・パートナーズが取得した株式は35.6%、野村プリンシパル・ファイナンスが取得したのは61.5%となった。CVCキャピタル・パートナーズが野村プリンシパル・ファイナンスと共に投資した資本は約2,700億円とされている。
- 東芝

2021年4月7日、同社の買収を検討していると報じられた。この件への対応などをめぐり、幹部級社員の半分が車谷暢昭社長の不信任を考えているとの社内調査結果が報道機関にリークされる。4月14日午前の臨時取締役会で、同社長は辞任を表明した。4月20日、買収の撤回が報じられた。
- トライグループ